# Navadna mračica
Navadna mračica (znanstveno ime Globularia punctata) ima glavičasto temnomodro socvetje. Od ostalih mračic se loči po olistanem steblu. Navadna mračica je zelnata trajnica visoka od 5 do 30 cm, s temno zelenimi lopatičastimi lističi. Če zima ni premrzla, listi ostanejo zeleni celo leto. 

## Rastišče
Raste na skalnati, apnenčasti, revni in izsušeni prsti. 